# Martin Ferdinand Quadal

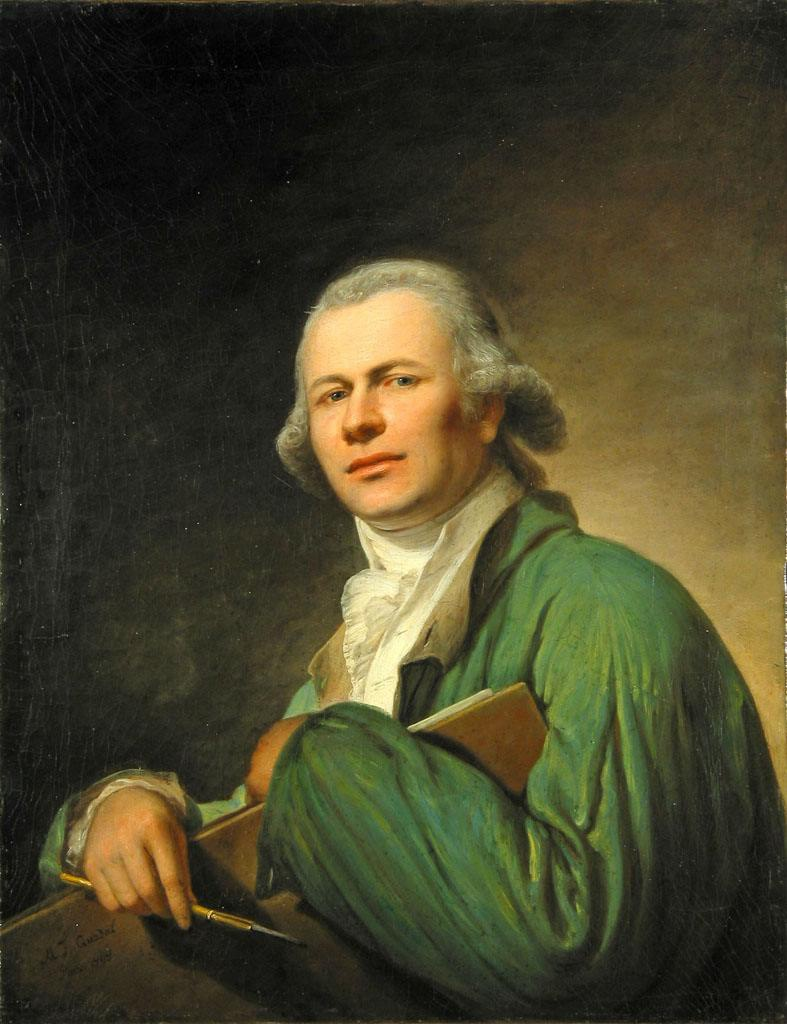
Självporträtt, 1798

Martin Ferdinand Quadal, född 1736 i Němčice nad Hanou, var en märisk-österrikisk målare och gravör. Tidigt i sitt liv besökte han London. I sitt liv besökte han även Frankrike och Italien, arbetade i Wien 1787 till 1789 och i S:t Petersburg 1797 till 1804. Efter ett andra besök i London återvände han till S:t Petersburg, där han dog 1811. Han målade bland annat djur, militära scener och porträtt.